# Overwolf
 (février 2024).
L'article doit être relu — et modifié si nécessaire — par des contributeurs indépendants pour apporter un regard critique aux contributions effectuées en violation des conditions d'utilisation de Wikipédia, tant sur la forme (notamment concernant le style encyclopédique, la proportionnalité) que sur le fond (la neutralité de point de vue, la qualité et l'indépendance des sources).
(Politique pour les contributions rémunérées | Comprendre le dépubage | En discuter)
Overwolf est une plate-forme technologique basée en Israël qui permet aux développeurs tiers de créer, distribuer et monétiser des applications et des mods dans le jeu.

## Histoire
Overwolf Ltd. a été fondée en 2010 par Uri Marchand, Alon Rabinowitz et Gil Or avec un investissement d'amorçage de Joseph (Yossi) Vardi. Au début de la version bêta, Overwolf comptait 50 000 utilisateurs. En 2011, la société s'est associée à TeamSpeak pour permettre aux utilisateurs une communication sociale et vocale. En septembre 2012, Overwolf a ouvert son Software Development Kit pour permettre aux utilisateurs et aux développeurs de créer des applications pour les jeux. Dans le même temps, l'App Store Overwolf a été lancé, permettant que les programmes créés par les utilisateurs soient distribués à tous les utilisateurs d'Overwolf. En août 2017, Overwolf a acquis le site de fans le plus populaire de Clash Royale le plus populaire à cette l'époque, Stats Royale, pour un montant non divulgué. Stats Royale a été fondée à l'origine par Steve Rabouin, qui est devenu vice-président des applications de jeux mobiles chez Overwolf. En 2018, la société s'est associée à Intel pour créer un fonds de 7 millions de dollars pour les créateurs d'applications et de mods de jeux.
En juin 2020, Overwolf a acquis le référentiel de mods CurseForge, pour une somme non divulguée, par Twitch,,. En mars 2021, la société a lancé CurseForge Core, un SDK pour les développeurs de jeux.

## Financement
Overwolf Ltd. a été créée avec un investissement initial de 940 000 $ en octobre 2009. En septembre 2013, 5,3 millions de dollars supplémentaires ont été investis par Venture Capital Marker LLC. Le 6 novembre 2018, Overwolf a reçu une collecte de fonds de 16 millions de dollars d'Intel Capital et de Liberty Technology Venture Capital,. En mars 2021, Overwolf a annoncé un tour de table de 52,5 millions de dollars de série C et le lancement de CurseForge Core, User Generated Content (UGC) en tant que plate-forme de service. Le tour a été mené par Griffin Gaming Partners et Insight Partners,,.

## Technologie
Pour les créateurs, le cadre logiciel Overwolf fournit des fonctionnalités telles que la télémétrie en temps réel, les correctifs logiciels, les superpositions dans le jeu, l'analyse et les outils de publication. Il se concentre sur la réduction du temps de production des créateurs avec leurs composants, plugins et listes de contrôle prêts à l'emploi. Les services offrent des performances et une compatibilité optimales avec les jeux et ils sont conçus pour compléter les cadres de télémétrie et de test en temps réel,.

## Investissements
En 2020, Overwolf a versé 10 millions de dollars aux créateurs d'applications et aux auteurs de mods de jeux. En 2021, la société a versé 29 millions de dollars supplémentaires aux créateurs d'applications et aux auteurs de mods. En août 2021, le Overwolf Creators Fund a été lancé avec 50 millions de dollars pour investir dans les projets de créateurs d'applications de jeu, d'auteurs de mods et de studios de jeux,,.

## Récompenses
L'entreprise a remporté la première place à la conférence Tech StartTWS 2012. En 2012, Overwolf a été classé parmi les Best & Brightest de Microsoft Israël lors du défilé Thinknext de Tel Aviv. En 2021, Overwolf a été reconnue comme l'une des 50 meilleures entreprises d'Europe.

## Les références
1. 1 2  (en-US) « Overwolf launches social overlay for online games », sur VentureBeat, 2 août 2011 (consulté le 13 septembre 2021)
2. ↑  Empson, « Overwolf Partners With TeamSpeak To Give Online Games A Social Boost (And In-Game Voice Chat) », Techcrunch, 14 décembre 2014 (consulté le 14 décembre 2014)
3. ↑  (en-US) « Overwolf opens its in-game app store to publishers and code-savvy gamers », sur VentureBeat, 1er août 2012 (consulté le 13 septembre 2021)
4. ↑  « Overwolf acquires Clash Royale fan site StatsRoyale.com », Venture Beat (consulté le 11 août 2017)
5. ↑  (en-US) « Overwolf and Intel create $7 million fund to invest in apps and mods for hardcore gamers », sur VentureBeat, 20 août 2018 (consulté le 13 septembre 2021)
6. ↑  « CurseForge Mods and Addons - FAQ », Overwolf (consulté le 22 juin 2020)
7. ↑  (en-US) « In-game app-development platform Overwolf acquires CurseForge assets from Twitch to get into mods », sur news.yahoo.com (consulté le 13 septembre 2021)
8. ↑  (en) « Twitch sells CurseForge to Overwolf », sur GamesIndustry.biz (consulté le 13 septembre 2021)
9. ↑  (en-US) « Overwolf acquires Twitch’s mod repository CurseForge », sur VentureBeat, 22 juin 2020 (consulté le 13 septembre 2021)
10. ↑  (en-US) Natalie Jarvey et Natalie Jarvey, « Griffin Gaming, Warner Music Group Invest in UGC Game Platform Overwolf », sur The Hollywood Reporter, 16 mars 2021 (consulté le 13 septembre 2021)
11. ↑  (en-US) « Israel’s Overwolf raises $5.3M for user-generated game add-on tools », sur VentureBeat, 17 septembre 2013 (consulté le 13 septembre 2021)
12. ↑  Natalie Clayton et Staff Writer, « Overwolf raises $16 million in a funding round led by Intel Capital », sur pocketgamer.biz (consulté le 13 septembre 2021)
13. ↑  (en-US) « Overwolf raises $16 million for game services in round led by Intel Capital », sur VentureBeat, 7 novembre 2018 (consulté le 13 septembre 2021)
14. ↑  (en-US) « Overwolf raises $52.5M for its platform to build, distribute and monetize in-game, user-generated content », sur TechCrunch (consulté le 13 septembre 2021)
15. ↑  (en-US) « Overwolf raises $52.5M to expand third-party modding platform », sur VentureBeat, 16 mars 2021 (consulté le 13 septembre 2021)
16. ↑  Meir Orbach, « Gaming giant Ubisoft takes part in Overwolf’s $52 million series C », sur CTECH - www.calcalistech.com, 16 mars 2021 (consulté le 13 septembre 2021)
17. ↑  (en-US) Insight Partners 2021 (https://www.insightpartners.com/), « Behind the Investment: Overwolf – The Backbone of the New Gaming Economy | Blog », sur Insight Partners, 12 mai 2021 (consulté le 13 septembre 2021)
18. ↑  (en) Mike Stubbs, « Esports App Development Platform Overwolf To Pay Out $10 Million To Developers This Year », sur Forbes (consulté le 13 septembre 2021)
19. ↑  (en-US) « Overwolf will pay out $29M to mod and app creators in 2021 », sur VentureBeat, 25 juin 2021 (consulté le 13 septembre 2021)
20. ↑  (en) Matt Gardner, « Modders For Minecraft, WoW, And More Offered $50 Million Creator Fund », sur Forbes (consulté le 13 septembre 2021)
21. ↑  (en-US) « Overwolf launches $50M fund for community-built gaming mods », sur VentureBeat, 17 août 2021 (consulté le 13 septembre 2021)
22. ↑  James Spiro, « Overwolf launches $50 million creator fund for in-app game creators and studios », sur CTECH - www.calcalistech.com, 17 août 2021 (consulté le 13 septembre 2021)
23. ↑  (en) Shira Abel, « Our Pick of the Startups that Launched at StartTWS in Israel », sur TNW | Insider, 24 octobre 2012 (consulté le 13 septembre 2021)
24. ↑  (en-US) « Microsoft Israel’s Best & Brightest on Parade at ThinkNext Tel-Aviv », sur TechCrunch (consulté le 13 septembre 2021)
25. ↑  « European tech sector doubles in value during pandemic. », sur www.gpbullhound.com (consulté le 13 septembre 2021)